# Phố Wall
Phố Wall (tiếng Anh: Wall Street) là một tuyến phố dài tám ô phố trong khu tài chính của hạ Manhattan thuộc Thành phố New York, tiểu bang New York, Hoa Kỳ. Con phố gần như chạy từ phía tây bắc xuống đông nam, bắt đầu từ phố Broadway và kết thúc tại phố South ở bờ sông Đông. Theo thời gian, thuật ngữ "phố Wall" nay nhằm ám chỉ đến thị trường tài chính của Hoa Kỳ nói chung.
Wall Street cũng là cách nói tắt để đề cập đến các tầm quan trọng tài chính có ảnh hưởng của ngành tài chính Mỹ, tập trung ở khu vực thành phố New York. Nhiều sàn giao dịch lớn của Mỹ vẫn đóng trụ sở ở phố Wall và quận tài chính, gồm NYSE, NASDAQ, AMEX, NYMEX và NYBOT.

## Lịch sử

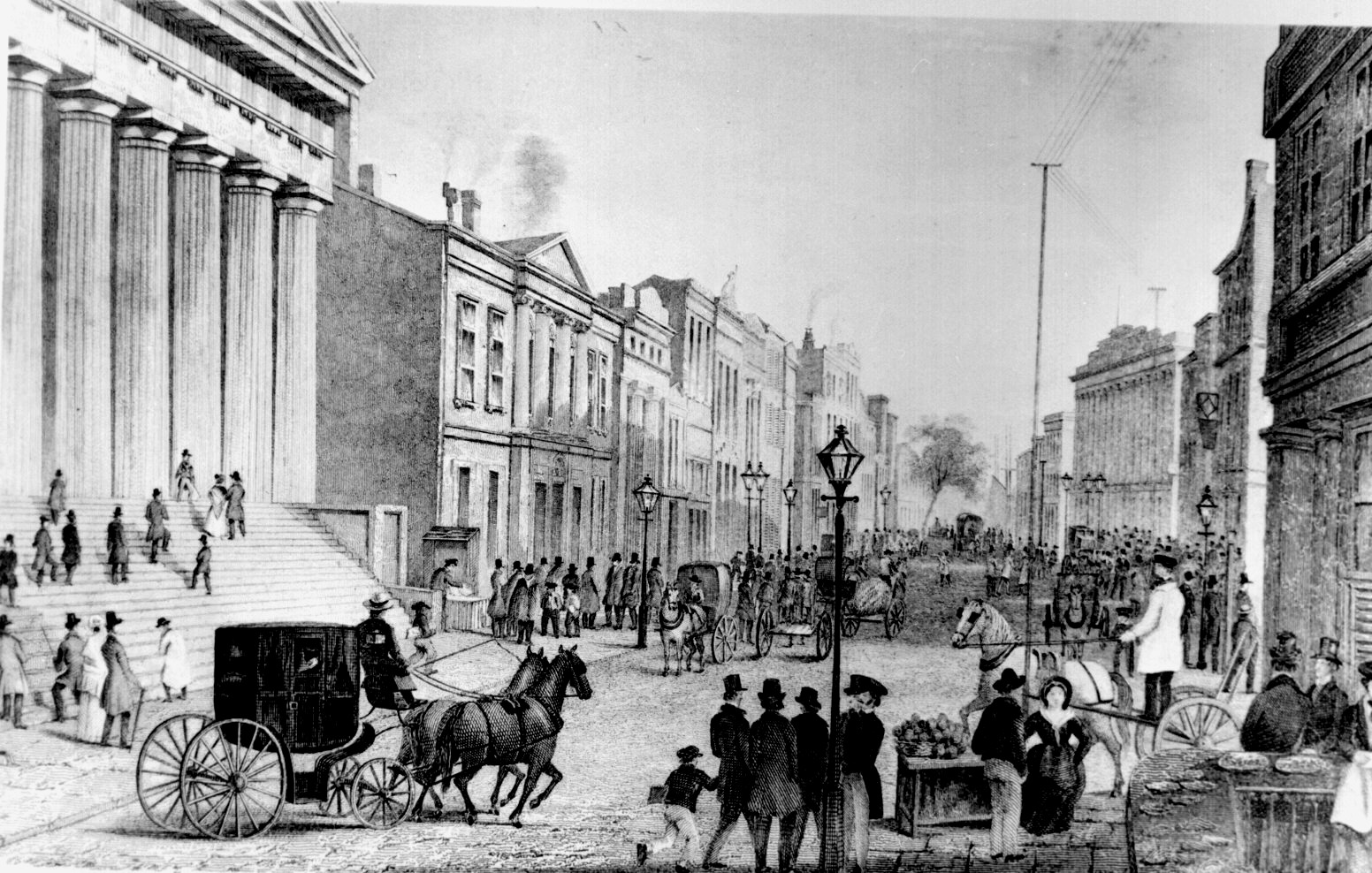
Quang cảnh phố Wall nhìn từ góc phố Broad vào năm 1867. Tòa nhà bên trái là Nhà Hải quan Hoa Kỳ, nay là Đài tưởng niệm Quốc gia Federal Hall.

### Hình thành
Tên gọi của phố này xuất phát từ thực tế là vào thế kỷ 17, phố này là ranh giới phía bắc của khu định cư New Amsterdam. Trong những năm 1640, các khoanh đất và cư xá trong khu định cư được đánh dấu bằng cọc và hàng rào phiến gỗ thô sơ. 
Về sau, Peter Stuyvesant thay mặt Công ty Tây Ấn Hà Lan chỉ đạo nô lệ châu Phi và di dân da trắng, cộng tác với chính quyền thành phố để xây nên lớp tường cao 4 m vững chắc hơn.

### Thế kỷ XIX
Vào những năm đầu thế kỷ XIX, nơi đây bao gồm các khu dân cư và nhiều trụ sở của nhiều doanh nghiệp, tuy nhiên nhìn chung thì doanh nghiệp vẫn chiếm nhiều hơn. Theo nhà sử học Edwin G. Burrows thì "chuyện xưa kể lại rằng những người sống trong những ngôi nhà cạnh doanh nghiệp đó luôn bị tra tấn bởi tiếng ồn mỗi lần trao đổi, mua bán bởi chính các doanh nghiệp lân cận. Họ phàn nàn rằng cứ vậy mãi thì chắc họ chẳng thể làm được bất cứ việc gì ra hồn cả". Việc mở kênh đào Erie vào đầu thế kỷ XIX đã góp phần làm bùng nổ việc kinh doanh tại thành phố New York vốn đã khá phát triển trước đó. Từ khi trở thành cảng biển chính ở phía Đông duy nhất nối liền với các cảng trên Ngũ Đại Hồ bằng đường thủy, phố Wall trở thành trung tâm tài chính của Hoa Kỳ.

### Thế kỉ XXI
Năm 2001, Big Board, như một số người gọi là NYSE, được mô tả là "thị trường chứng khoán lớn nhất và uy tín nhất" trên thế giới. Khi Trung tâm Thương mại Thế giới bị phá hủy vào ngày 11 tháng 9 năm 2001 , các cuộc tấn công đã làm "tê liệt" mạng lưới thông tin liên lạc và phá hủy nhiều tòa nhà trong Khu Tài chính, mặc dù bản thân các tòa nhà ở Phố Wall chỉ bị thiệt hại nhỏ về vật chất. Đã có một ước tính cho rằng có tới 45% "không gian văn phòng tốt nhất" của Phố Wall đã bị phá hủy.